# Јошка Броз
Јосип Броз (Београд, 6. децембар 1947 — Београд, 3. јун 2025) био је српски политичар и бивши народни посланик из Србије југословенске националности. Био је председник Комунистичке партије и председник удружења грађана „Јосип Броз Тито“ из Београда које је основао 2005. године у Србији. Од 2022. до 2023. године био је почасни председник Српске левице која је настала од Комунистичке партије. Почетком 2023. године изабран је за члана Главног одбора Социјалистичке партије Србије. Био је унук Јосипа Броза Тита, некадашњег доживотног председника Социјалистичке Федеративне Републике Југославије и Савеза комуниста Југославије.

## Биографија
Рођен је 6. децембра 1947. године у Београду. Имао је три године када су му се родитељи, Жарко Броз и Тамара Вегер развели, па је са млађом сестром Златицом прешао да живи код свог деде, Јосипа Броза Тита и његове супруге Јованке. После основне школе, најпре је уписао гимназију, али је понављао први разред. Тада се преместио у машинску школу, да би на крају отишао у шумарску школу у Краљеву. Завршио је Шумарски факултет у Београду.
Једно време је радио као шумар и металостругар, а касније је био Титов пратилац у лову и надзорник његових ловишта. Као милиционер у Антидиверзантском воду бринуо се за дедину безбедност све до његове смрти, 4. маја 1980. године. Пословну каријеру наставио је као угоститељ у Београду где је држао ресторан „Чубурска липа“ и ресторан „Тито“.
Женио се четири пута, имао је синове Небојшу и Виктора и кћерку Тамару. Такође је имао унуке Лазара, Луку и Филипа.

## Политички ангажман
На парламентарним изборима у Србији 2003. године био је на челу политичке коалиције која се састојала од четири странке:
- Радничка странка Југославије
- Еколошка странка Војводине
- Српска национална социјалистичка странка радника, незапослених, умировљеника и сељака
- Југословенска странка добре воље,

На предизборним плакатима користио је Титов лик и слоган „Где ја стадох, ти продужи“. Том приликом није ушао у Народну скупштину Републике Србије.
Јошка Броз је 19. априла 2008. присуствовао Конгресу уједињења комуниста Србије, али се није прикључио уједињеној партији.
2009. године, Јошка Броз је постао потпредседник у Комунистичкој партији Србије - Верољуб Недељковић, коју је снажно промовисао све до јуна 2009. године. Јошка Броз је 10. јуна 2009. године престао бити члан те партије.
Јошка Броз је са својом групом, 21. новембра. 2009. године, заједно са Социјал-демократама из Новог Сада и Новом комунистичком партијом Србије (НКПС) (Ненада Кулића) организовао састанак у Новом Саду, са циљем да оснује Комунистичку партију и приступи прикупљању потписа за њену регистрацију. На поменутом састанку, Јосип Јошка Броз изабран је за председника новоформиране Комунистичке партије. Одлуку су донели делегати Конгреса уједињења, одржаном у једном хотелу (Адица) у Новом Саду. Одлука о оснивању Комунистичке партије чији је председник Јосип Јошка Броз потврђена је на оснивачком конгресу у Београду, 28. новембра 2010. године, њен председник је био све до њеног гашења 2022. године.
На парламентарним изборима у Србији 2012. године Јошка Броз био је носилац самосталне изборне листе Комунистичке партије - Јосип Броз која није ушла у Скупштину Србије.
На ванредним парламентарним изборима 2014. године председник Комунистичке партије Јосип Јошка Броз био је поново носилац изборне листе али овог пута Црногорске партије - Јосип Броз (у оквиру ове листе налазила се и Комунистичка партија) која такође није ушла у Скупштину Србије.
На ванредним парламентарним изборима 2016. године председник Комунистичке партије Јосип Јошка Броз био је кандидат своје партије за народног посланика у оквиру коалиционе изборне листе Социјалистичке партије Србије-Јединствене Србије и овај пут је ушао у Народну скупштину Републике Србије. На функцију народног посланика Народне скупштине Републике Србије ступио је 3. јуна 2016. године, дужност народног посланика обављао је у два мандата до 2022. године.
Преминуо је 3. јуна 2025. године.

## Галерија
- Јошка Броз 1974. године
- Јошка Броз се уписује у књигу жалости у Кући цвећа 2018. године